# Dicranota (Rhaphidolabis) denningi denningi
Dicranota (Rhaphidolabis) denningi denningi is een ondersoort van de tweevleugelige Dicranota (Rhaphidolabis) denningi uit de familie Pediciidae. De ondersoort komt voor in het Nearctisch gebied.